# Вильчинский, Эрнест Юлий
Эрнест Юлий (Джулиус) Вильчинский (англ. Ernest Julius Wilczynski); 13 ноября 1876, Гамбург — 14 декабря 1932, Денвер, штат Колорадо) — американский математик, педагог, доктор наук (с 1897), действительный член Национальной Академии наук США (с 1919).

## Биография
Родился в еврейской семье, которая эмигрировала в США. Посещал школу в Чикаго.
До 1897 года изучал математику в Берлинском университете, где его учителями были известные математики К. Гензель, А. Прингсхайм, К. Шварц, Л. Шлезингер, И. Фукс и М. Планк.
В том же году обратил на себя внимание своей докторской диссертацией «Hydrodynamische Untersuchungen mit Anwendungen auf die Theorie der Sonnenrotation».
В 1898—1907 годах работал в Калифорнийском университете в Беркли, в 1903—1905 годах — в Институте Карнеги.
С 1907 года — профессор Иллинойского, а с 1910 года — Чикагского университетов.
Из-за проблем со здоровьем в 1923 году прекратил преподавательскую деятельность.

## Научная деятельность
Основные работы Вильчинского посвящены проективной дифференциальной геометрии. Исследовал локальные свойства геометрических конфигураций, инвариантные относительно проективные преобразования. Развил теорию кривых Хальфена, распространил её на поверхности, ввёл в проективную дифференциальную геометрию новые методы.
Перу его принадлежит также ряд монографий в немецких и американских журналах.

## Избранные труды
- Logarithmic and Trigonometric Tables
- Hydrodynamische Untersuchungen mit Anwendungen auf die Theorie der Sonnenrotation (1897)
- Projective differential geometry of curves and ruled surfaces, Leipzig, Teubner 1906, Online
- Projective differential geometry of curved surfaces, Teil 1-5, Transactions American Mathematical Society, Band 8, 1907, S. 223—260, Band 9, 1908, S. 79-120, 293—315, Band 10, 1909, S. 176—200, 279—296